# Garin (Israel)
Los Garin eran grupos de personas que se trasladaron juntas al Imperio otomano, el Mandato británico de Palestina, y desde 1948 a Israel. La palabra Garin (en hebreo: גרעין) es un término hebreo usado para grupos de personas que se mudaron juntas a la Palestina otomana, la Palestina británica y desde 1948, al Estado de Israel.

## Historia
Desde principios del siglo XX, grupos de personas, normalmente círculos de jóvenes amigos, se mudaron juntos a Palestina e Israel. El término "Garin" originalmente se refería a estos grupos que provenían de todo el Mundo. Inmigrar en grupo ofrecía a sus miembros el apoyo necesario para sobrevivir. Muchos de estos grupos fundaron sus propios kibutz. El fenómeno de estos grupos ha estado presente desde antes de la declaración de independencia de Israel en 1948. En la actualidad, todavía existe una variación de los grupos Garin originales, si bien no es habitual que los Garin se muden juntos a Israel y formen una comunidad, los grupos brindan apoyo a las personas interesadas en hacer Aliá y mudarse a la Tierra de Israel, también proporcionan foros para establecer contactos sociales, recopilar información y alentar a sus miembros. El programa premilitar Garin Tzabar, facilita y fomenta la inmigración de jóvenes judíos a Israel y los apoya durante todo su servicio militar colocándolos en diversos kibutzim en todo el país. Más recientemente, grupos de personas descontentas con la evolución sociopolítica y demográfica del país, están organizandose para salir de Israel, preservando al mismo tiempo aspectos de su estilo de vida y un sentido de comunidad, en sus nuevos lugares de asentamiento en el extranjero.